# François Bonlieu
François Bonlieu (Juvincourt-et-Damary, 21 maart 1937 - Cannes, 18 augustus 1973) was een Franse alpineskiër.

## Biografie
Zijn bijnaam was "de Kleine Prins van de sneeuw", hij was lid van de ski-club van Contamines-Montjoie en vervolgens van de sportclub van Chamonix-Mont-Blanc. Bonlieu was driemaal deelnemer op de Olympische Winterspelen (in 1956, 1960 en 1964), welke tevens als Wereldkampioenschappen alpineskiën golden. Op 17-jarige leeftijd won hij een zilveren medaille op de wereldkampioenschappen van 1954 in Åre. Op de Winterspelen van 1964 in Innsbruck werd hij olympisch kampioen (en wereldkampioen) op de discipline reuzenslalom.
Bonlieu werd gedood bij een knokpartij in Cannes, 36 jaar oud.

## Kampioenschappen
| Jaar | Resultaat         | Discipline   | Kampioenschap                         |
| ---- | ----------------- | ------------ | ------------------------------------- |
| 1954 | Zilver            | reuzenslalom | WK Åre (Zweden)                       |
|      | 6e                | slalom       |                                       |
| 1956 | 9e                | reuzenslalom | OS/WK Cortina d'Ampezzo (Italië)      |
| 1958 | Brons             | reuzenslalom | WK Bad Gastein (Oostenrijk)           |
|      | Goud              | reuzenslalom | NK                                    |
| 1959 | Goud              | reuzenslalom | NK                                    |
|      | Goud              | slalom       | NK                                    |
| 1960 | 11e               | reuzenslalom | OS/WK Squaw Valley (Verenigde Staten) |
|      | gediskwalificeerd | slalom       | OS/WK                                 |
| 1964 | Goud              | reuzenslalom | OS/WK Innsbruck (Oostenrijk)          |
|      | 15e               | afdaling     | OS/WK                                 |
|      | gediskwalificeerd | slalom       | OS/WK                                 |

1952: Stein Eriksen ·
1956: Toni Sailer ·
1960: Roger Staub ·
1964: François Bonlieu ·
1968: Jean-Claude Killy ·
1972: Gustav Thöni ·
1976: Heini Hemmi ·
1980: Ingemar Stenmark ·
1984: Max Julen ·
1988: Alberto Tomba ·
1992: Alberto Tomba ·
1994: Markus Wasmeier ·
1998: Hermann Maier ·
2002: Stephan Eberharter ·
2006: Benjamin Raich ·
2010: Carlo Janka ·
2014: Ted Ligety ·
2018: Marcel Hirscher ·
2022: Marco Odermatt